# Светионици на ушћу Тамиша у Дунав
Светионици на ушћу Тамиша у Дунав код града Панчева су саграђени 1909. године за време владавине Аустроугарске. Својевремено су добили и популарни назив „Водена капија града“. Представљају непокретно културно добро као споменици културе од великог значаја.

## Архитектура
Куле светионици зидани су од жуте опеке које су постављене на кружној подлози од земље, оивичене и обложене каменом. Светионици су зидани у три појаса који су дељени по хоризонтали декоративним венцем од црвене, профилисане, опеке која уоквирује улазна врата као и прозорска окна. На врху светионичке куле је тераса наткривена купастим кровом и носачима извора светла. Светионичка лампа је радила на петролеј.

## Историја светионика
У време градње тамишких светионика парњака 1909. године Панчево, као гранично слободни краљевски град, је био велики индустријски центар тадашњег времена. Тадашње Панчево је већ увелико имало пивару, новоотворену „Свилару“, „Црвени магацин“ и развијену трговину, рекама Тамиш и Дунав су се превозили со, свила, пиво, цигле, дрвена грађа и људи. Пруга Панчево-Зрењанин је отворена 1894. године а део на релацији Панчево-Владимировац 1896. године и тиме су ојачани сувоземни трговински путеви . Панчево је постало значајно раскршће сувоземног и речног саобраћаја. Тада је саобраћај на реци без светионика постао незамислив.
Проблем навигације је постао изражајан почетком двадесетог века када је одлучено да се ток Тамиша скрати прокопавањем канала. Просецањем Тамиша ископано је доста земље па растиња није било, тако да ноћу или када водостај нарасте није било оријентира на левој и десној обали. Насукани бродови били су чест призор, будући да је било доста саобраћаја. Због тога се приступило сигнализацији, обележавању обала и градњи светионика.
Током другог дела двадесетог века, нестанком пароброда, затварањем пристаништа на Тамишу код Панчева и измештања старе панчевачке индустријске зоне, светионици су постепено почели да губе функцију и престало се са одржавањем. Дунав и Тамиш су спирали темеље, а локално становништво односило камен, осим камена из светионика су однесене и металне степенице, а нестала је и светионичка лампа. Оваква небрига је довела до тога да су се светионици неколико пута нашли у опасности од рушења.

## Санација и одржавање
Два панчевачка светионика која се налазе на ушћу реке Тамиша у Дунав, једини речни парњаци у Европи, нису у функцији још од шездесетих година. Заборављени и запуштени, пропадали су све до 2000. године када су градски Завод за заштиту споменика и Општина Панчево решили да их рестаурирају и сачувају. Прво су изведени радови да би се спасао темељ. Прилаз светионицима са копна је тежак, с једне стране налази се земљиште Луке Панчево, а с друге земљиште приватног власника. Стаза је зарасла и скоро непроходна тако да је рестаурација и конзервација стала.

## Светионици
У едицији поштанских маркица која је издата у време Краљевине Срба, Хрвата и Словенаца, поред бројних светионика нашли су се на поштанским маркама, као једини речни и панчевачки светионици.

## Спољашњи извори
- „Светионици на ушћу Тамиша у Дунав — Споменици културе у Србији”. САНУ.
- Списак споменика културе од великог значаја у Војводини Архивирано на веб-сајту  (17. мај 2014)
- Споменици културе у Србији
- Студија марина
- Politika
- Хронологија Панчева
- Палуба